# Haruspex celatus
Haruspex celatus är en skalbaggsart som beskrevs av Lane 1970. Haruspex celatus ingår i släktet Haruspex och familjen långhorningar. Inga underarter finns listade i Catalogue of Life.